# Anthony Peth
Anthony Peth, pseudonimo di Antonio Petretto (Alghero, 23 giugno 1985), è un conduttore televisivo italiano.

## Biografia
Petretto si è laureato in lettere con indirizzo spettacolo e linguaggi multimediali presso l'Università Tor Vergata di Roma, specializzandosi in regia.
Ha lavorato come aiuto regista per cinema e fiction nei film Sexual Radar di Luca Martera, Il segreto di Candida di Angelo Caruso, nella sitcom Colpi di sole per Rai 2 e Boris per Fox e Rai. Ha debuttato alla regia con la fiction Obiettivo salvezza; ha curato anche la regia e la direzione artistica del format Un sorriso diverso per Rai News.
Ha condotto le esterne del programma Gustibus su LA7 per tre stagioni.
Nel 2016 è stato protagonista del Calendario del Made in Italy, in edicola in allegato al settimanale Ora, un progetto a sfondo benefico sulle eccellenze italiane di design, moda e gastronomia. Nello stesso anno è stato conduttore del programma Top Music e della sua versione estiva Top Music Estate per Sky.
A giugno 2019 ha condotto People su Rai Premium e Rai 2. 
Nel 2020 ha condotto i programmi Chef in campo su Sportitalia con la presenza di campioni olimpionici e calciatori come ospiti e Trend su La5.
Nel 2020 viene designato alla conduzione del nuovo format TV Vip4Padel su Sportitalia, reality nel quale si affrontano in un torneo di Padel nomi noti dello spettacolo, abbinati a un loro fan.
Nel corso degli anni ha collaborato diverse volte con Tg3 e Tg2 per la promozione del made in Italy con servizi di intrattenimento e cultura all’interno della testata giornalistica Rai.

## Riconoscimenti
Ha vinto due David di Michelangelo per la sezione Tv, assegnati dalla Federazione Italiana Danza.
Nel dicembre 2016 il Comitato Economico e Sociale Europeo gli ha conferito a Bruxelles l'onorificenza al merito per l'attività di sostegno e promozione del made in Italy..
Nello stesso anno ha ricevuto il premio Apoxiomeno, conferito ai personaggi del mondo dello spettacolo, del giornalismo e dello sport che si sono contraddistinti nel corso della loro carriera per aver dato lustro alle forze dell'ordine..

## Controversie
Hanno suscitato polemiche le numerose interviste ad organi di stampa in cui Petretto si autodefiniva "il più giovane ambasciatore della storia" sostenendo di essere stato "nominato tramite un bando europeo" e citando una lettera governativa ufficiale contenente "il decreto nel quale mi viene stipulato un riconoscimento come primo ambasciatore del Made in Italy nel mondo con la sede dell'ambasciata d'America in Italia".
A marzo 2016 le dichiarazioni sono state oggetto di una interrogazione parlamentare da parte dell'ex viceministro del Ministero dello sviluppo economico  al Ministero degli affari esteri e della cooperazione internazionale. Il Ministero, nella risposta agli atti parlamentari, ha chiarito che "Anthony Peth – all'anagrafe Antonio Petretto – è sconosciuto al Ministero degli affari esteri e della cooperazione internazionale. Agli atti della Farnesina non vi è infatti alcun decreto di nomina di ambasciatore a nome del predetto, né il signor Petretto è mai entrato nei ranghi della carriera diplomatica". Il Ministero ha assicurato "che la trattazione delle questioni economico-commerciali – tra le quali si annovera la promozione del made in Italy – viene svolta unicamente attraverso i canali istituzionali, ovvero attraverso le rappresentanze diplomatiche e gli uffici consolari italiani all'estero".